# Christiaan IX van Denemarken
Christiaan IX (Slot Gottorp, Sleeswijk, 8 april 1818 — Slot Amalienborg, Kopenhagen, 29 januari 1906) was van 1863 tot 1906 koning van Denemarken.
Hij was de vierde zoon van Frederik Willem van Sleeswijk-Holstein-Sonderburg-Glücksburg en Louise Caroline van Hessen-Kassel. Zijn moeder was een kleindochter van Frederik V van Denemarken.
Als jongeman trachtte hij naar de hand te dingen van koningin Victoria, maar dit had geen succes. Vervolgens trouwde hij met een nicht van de Deense koning Christiaan VIII; Louise van Hessen-Kassel. De koning voorzag dat zijn enige zoon Frederik (VII) geen kinderen zou krijgen. Daarom bewerkstelligde hij dat Christiaan werd opgenomen in de lijn van troonopvolging.
Op 15 november 1863 volgde hij Frederik VII op als koning van Denemarken. Meteen al kreeg hij te maken met een conflict met Pruisen over het grondgebied van Sleeswijk-Holstein (Sleeswijk-Holsteinse kwestie). Dit leidde in 1864 tot de Tweede Duits-Deense Oorlog. Voor het overige hield hij zich tijdens zijn lange koningschap vooral bezig met het versterken van de democratie.
Christiaan en zijn vrouw kregen zes kinderen:
- Frederik (3 juni 1843 – 14 mei 1912), trouwde met Louise van Zweden
- Alexandra (1 december 1844 – 20 november 1925), huwde met koning Edward VII van het Verenigd Koninkrijk
- Willem (24 december 1845 – 18 maart 1913), werd als George I koning van Griekenland en huwde met Olga Konstantinovna van Rusland.
- Dagmar (26 november 1847 – 13 oktober 1928), huwde met tsaar Alexander III van Rusland
- Thyra (29 september 1853 – 26 februari 1933), gehuwd met koning Ernst August II van Hannover
- Waldemar (27 oktober 1858 – 14 januari 1939), gehuwd met Marie van Bourbon-Orléans

Vanwege zijn succesvolle huwelijkspolitiek werd Christiaan ook wel de "schoonvader van Europa" genoemd. Tot zijn nakomelingen horen de huidige regerende vorsten Charles III van het Verenigd Koninkrijk, Margrethe II van Denemarken, Harald V van Noorwegen, Henri van Luxemburg, Filip van België en Felipe VI van Spanje, en de voormalige vorsten Michaël I van Roemenië en Constantijn II van Griekenland.

## Kwartierstaat
| Karel Anton van Sleeswijk-Holstein-Sonderburg-Beck (1727-1759) | Karel Anton van Sleeswijk-Holstein-Sonderburg-Beck (1727-1759) | Karel Anton van Sleeswijk-Holstein-Sonderburg-Beck (1727-1759) | Karel Anton van Sleeswijk-Holstein-Sonderburg-Beck (1727-1759) | Karel Anton van Sleeswijk-Holstein-Sonderburg-Beck (1727-1759)             | Karel Anton van Sleeswijk-Holstein-Sonderburg-Beck (1727-1759)             | Friederike Charlotte Antoinette zu Dohna-Leistenau (1738-1786)             | Friederike Charlotte Antoinette zu Dohna-Leistenau (1738-1786)             | Friederike Charlotte Antoinette zu Dohna-Leistenau (1738-1786)             | Friederike Charlotte Antoinette zu Dohna-Leistenau (1738-1786)             | Friederike Charlotte Antoinette zu Dohna-Leistenau (1738-1786)            | Friederike Charlotte Antoinette zu Dohna-Leistenau (1738-1786)            |                                                                           |                                                                           | Karl Leopold von Schlieben (1723-1788)                                    | Karl Leopold von Schlieben (1723-1788)                                    | Karl Leopold von Schlieben (1723-1788)                         | Karl Leopold von Schlieben (1723-1788)                         | Karl Leopold von Schlieben (1723-1788)                         | Karl Leopold von Schlieben (1723-1788)                         | Marie Eleonore gravin van Lehndorff (1722-1800)                | Marie Eleonore gravin van Lehndorff (1722-1800)                | Marie Eleonore gravin van Lehndorff (1722-1800) | Marie Eleonore gravin van Lehndorff (1722-1800) | Marie Eleonore gravin van Lehndorff (1722-1800)                      | Marie Eleonore gravin van Lehndorff (1722-1800)                      |                                                                      |                                                                      | Frederik II van Hessen-Kassel (1720-1785)                            | Frederik II van Hessen-Kassel (1720-1785)                            | Frederik II van Hessen-Kassel (1720-1785) | Frederik II van Hessen-Kassel (1720-1785) | Frederik II van Hessen-Kassel (1720-1785)                       | Frederik II van Hessen-Kassel (1720-1785)                       | Maria van Hannover (1723-1772)                                  | Maria van Hannover (1723-1772)                                  | Maria van Hannover (1723-1772)                                  | Maria van Hannover (1723-1772)                                  | Maria van Hannover (1723-1772)               | Maria van Hannover (1723-1772)               |                                              |                                              | Frederik V van Denemarken (1723-1766)        | Frederik V van Denemarken (1723-1766)        | Frederik V van Denemarken (1723-1766)    | Frederik V van Denemarken (1723-1766)    | Frederik V van Denemarken (1723-1766) | Frederik V van Denemarken (1723-1766) | Louise van Hannover (1724-1751)   | Louise van Hannover (1724-1751)   | Louise van Hannover (1724-1751) | Louise van Hannover (1724-1751) | Louise van Hannover (1724-1751) | Louise van Hannover (1724-1751) |  |  |  |  |  |  |  |  |  |  |  |  |  |  |  |  |  |  |  |  |  |  |  |  |  |  |  |  |  |  |  |  |  |  |  |  |  |  |  |  |  |  |  |  |  |  |  |  |
| Karel Anton van Sleeswijk-Holstein-Sonderburg-Beck (1727-1759) | Karel Anton van Sleeswijk-Holstein-Sonderburg-Beck (1727-1759) | Karel Anton van Sleeswijk-Holstein-Sonderburg-Beck (1727-1759) | Karel Anton van Sleeswijk-Holstein-Sonderburg-Beck (1727-1759) | Karel Anton van Sleeswijk-Holstein-Sonderburg-Beck (1727-1759)             | Karel Anton van Sleeswijk-Holstein-Sonderburg-Beck (1727-1759)             | Friederike Charlotte Antoinette zu Dohna-Leistenau (1738-1786)             | Friederike Charlotte Antoinette zu Dohna-Leistenau (1738-1786)             | Friederike Charlotte Antoinette zu Dohna-Leistenau (1738-1786)             | Friederike Charlotte Antoinette zu Dohna-Leistenau (1738-1786)             | Friederike Charlotte Antoinette zu Dohna-Leistenau (1738-1786)            | Friederike Charlotte Antoinette zu Dohna-Leistenau (1738-1786)            |                                                                           |                                                                           | Karl Leopold von Schlieben (1723-1788)                                    | Karl Leopold von Schlieben (1723-1788)                                    | Karl Leopold von Schlieben (1723-1788)                         | Karl Leopold von Schlieben (1723-1788)                         | Karl Leopold von Schlieben (1723-1788)                         | Karl Leopold von Schlieben (1723-1788)                         | Marie Eleonore gravin van Lehndorff (1722-1800)                | Marie Eleonore gravin van Lehndorff (1722-1800)                | Marie Eleonore gravin van Lehndorff (1722-1800) | Marie Eleonore gravin van Lehndorff (1722-1800) | Marie Eleonore gravin van Lehndorff (1722-1800)                      | Marie Eleonore gravin van Lehndorff (1722-1800)                      |                                                                      |                                                                      | Frederik II van Hessen-Kassel (1720-1785)                            | Frederik II van Hessen-Kassel (1720-1785)                            | Frederik II van Hessen-Kassel (1720-1785) | Frederik II van Hessen-Kassel (1720-1785) | Frederik II van Hessen-Kassel (1720-1785)                       | Frederik II van Hessen-Kassel (1720-1785)                       | Maria van Hannover (1723-1772)                                  | Maria van Hannover (1723-1772)                                  | Maria van Hannover (1723-1772)                                  | Maria van Hannover (1723-1772)                                  | Maria van Hannover (1723-1772)               | Maria van Hannover (1723-1772)               |                                              |                                              | Frederik V van Denemarken (1723-1766)        | Frederik V van Denemarken (1723-1766)        | Frederik V van Denemarken (1723-1766)    | Frederik V van Denemarken (1723-1766)    | Frederik V van Denemarken (1723-1766) | Frederik V van Denemarken (1723-1766) | Louise van Hannover (1724-1751)   | Louise van Hannover (1724-1751)   | Louise van Hannover (1724-1751) | Louise van Hannover (1724-1751) | Louise van Hannover (1724-1751) | Louise van Hannover (1724-1751) |  |  |  |  |  |  |  |  |  |  |  |  |  |  |  |  |  |  |  |  |  |  |  |  |  |  |  |  |  |  |  |  |  |  |  |  |  |  |  |  |  |  |  |  |  |  |  |  |
|                                                                |                                                                |                                                                |                                                                |                                                                            |                                                                            |                                                                            |                                                                            |                                                                            |                                                                            |                                                                           |                                                                           |                                                                           |                                                                           |                                                                           |                                                                           |                                                                |                                                                |                                                                |                                                                |                                                                |                                                                |                                                 |                                                 |                                                                      |                                                                      |                                                                      |                                                                      |                                                                      |                                                                      |                                           |                                           |                                                                 |                                                                 |                                                                 |                                                                 |                                                                 |                                                                 |                                              |                                              |                                              |                                              |                                              |                                              |                                          |                                          |                                       |                                       |                                   |                                   |                                 |                                 |                                 |                                 |  |  |  |  |  |  |  |  |  |  |  |  |  |  |  |  |  |  |  |  |  |  |  |  |  |  |  |  |  |  |  |  |  |  |  |  |  |  |  |  |  |  |  |  |  |  |  |  |
|                                                                |                                                                |                                                                |                                                                | Frederik Karel Lodewijk van Sleeswijk-Holstein-Sonderburg-Beck (1757-1816) | Frederik Karel Lodewijk van Sleeswijk-Holstein-Sonderburg-Beck (1757-1816) | Frederik Karel Lodewijk van Sleeswijk-Holstein-Sonderburg-Beck (1757-1816) | Frederik Karel Lodewijk van Sleeswijk-Holstein-Sonderburg-Beck (1757-1816) | Frederik Karel Lodewijk van Sleeswijk-Holstein-Sonderburg-Beck (1757-1816) | Frederik Karel Lodewijk van Sleeswijk-Holstein-Sonderburg-Beck (1757-1816) |                                                                           |                                                                           |                                                                           |                                                                           |                                                                           |                                                                           | Frederica Amalia van Schlieben (1757-1827)                     | Frederica Amalia van Schlieben (1757-1827)                     | Frederica Amalia van Schlieben (1757-1827)                     | Frederica Amalia van Schlieben (1757-1827)                     | Frederica Amalia van Schlieben (1757-1827)                     | Frederica Amalia van Schlieben (1757-1827)                     |                                                 |                                                 |                                                                      |                                                                      |                                                                      |                                                                      |                                                                      |                                                                      |                                           |                                           | Karel van Hessen-Kassel (1744-1836)                             | Karel van Hessen-Kassel (1744-1836)                             | Karel van Hessen-Kassel (1744-1836)                             | Karel van Hessen-Kassel (1744-1836)                             | Karel van Hessen-Kassel (1744-1836)                             | Karel van Hessen-Kassel (1744-1836)                             |                                              |                                              |                                              |                                              |                                              |                                              | Louise van Denemarken (1750-1831)        | Louise van Denemarken (1750-1831)        | Louise van Denemarken (1750-1831)     | Louise van Denemarken (1750-1831)     | Louise van Denemarken (1750-1831) | Louise van Denemarken (1750-1831) |                                 |                                 |                                 |                                 |  |  |  |  |  |  |  |  |  |  |  |  |  |  |  |  |  |  |  |  |  |  |  |  |  |  |  |  |  |  |  |  |  |  |  |  |  |  |  |  |  |  |  |  |  |  |  |  |
|                                                                |                                                                |                                                                |                                                                | Frederik Karel Lodewijk van Sleeswijk-Holstein-Sonderburg-Beck (1757-1816) | Frederik Karel Lodewijk van Sleeswijk-Holstein-Sonderburg-Beck (1757-1816) | Frederik Karel Lodewijk van Sleeswijk-Holstein-Sonderburg-Beck (1757-1816) | Frederik Karel Lodewijk van Sleeswijk-Holstein-Sonderburg-Beck (1757-1816) | Frederik Karel Lodewijk van Sleeswijk-Holstein-Sonderburg-Beck (1757-1816) | Frederik Karel Lodewijk van Sleeswijk-Holstein-Sonderburg-Beck (1757-1816) |                                                                           |                                                                           |                                                                           |                                                                           |                                                                           |                                                                           | Frederica Amalia van Schlieben (1757-1827)                     | Frederica Amalia van Schlieben (1757-1827)                     | Frederica Amalia van Schlieben (1757-1827)                     | Frederica Amalia van Schlieben (1757-1827)                     | Frederica Amalia van Schlieben (1757-1827)                     | Frederica Amalia van Schlieben (1757-1827)                     |                                                 |                                                 |                                                                      |                                                                      |                                                                      |                                                                      |                                                                      |                                                                      |                                           |                                           | Karel van Hessen-Kassel (1744-1836)                             | Karel van Hessen-Kassel (1744-1836)                             | Karel van Hessen-Kassel (1744-1836)                             | Karel van Hessen-Kassel (1744-1836)                             | Karel van Hessen-Kassel (1744-1836)                             | Karel van Hessen-Kassel (1744-1836)                             |                                              |                                              |                                              |                                              |                                              |                                              | Louise van Denemarken (1750-1831)        | Louise van Denemarken (1750-1831)        | Louise van Denemarken (1750-1831)     | Louise van Denemarken (1750-1831)     | Louise van Denemarken (1750-1831) | Louise van Denemarken (1750-1831) |                                 |                                 |                                 |                                 |  |  |  |  |  |  |  |  |  |  |  |  |  |  |  |  |  |  |  |  |  |  |  |  |  |  |  |  |  |  |  |  |  |  |  |  |  |  |  |  |  |  |  |  |  |  |  |  |
|                                                                |                                                                |                                                                |                                                                |                                                                            |                                                                            |                                                                            |                                                                            |                                                                            |                                                                            | Frederik Willem van Sleeswijk- Holstein-Sonderburg-Glücksburg (1785-1831) | Frederik Willem van Sleeswijk- Holstein-Sonderburg-Glücksburg (1785-1831) | Frederik Willem van Sleeswijk- Holstein-Sonderburg-Glücksburg (1785-1831) | Frederik Willem van Sleeswijk- Holstein-Sonderburg-Glücksburg (1785-1831) | Frederik Willem van Sleeswijk- Holstein-Sonderburg-Glücksburg (1785-1831) | Frederik Willem van Sleeswijk- Holstein-Sonderburg-Glücksburg (1785-1831) |                                                                |                                                                |                                                                |                                                                |                                                                |                                                                |                                                 |                                                 |                                                                      |                                                                      |                                                                      |                                                                      |                                                                      |                                                                      |                                           |                                           |                                                                 |                                                                 |                                                                 |                                                                 |                                                                 |                                                                 | Louise Caroline van Hesse-Kassel (1789-1867) | Louise Caroline van Hesse-Kassel (1789-1867) | Louise Caroline van Hesse-Kassel (1789-1867) | Louise Caroline van Hesse-Kassel (1789-1867) | Louise Caroline van Hesse-Kassel (1789-1867) | Louise Caroline van Hesse-Kassel (1789-1867) |                                          |                                          |                                       |                                       |                                   |                                   |                                 |                                 |                                 |                                 |  |  |  |  |  |  |  |  |  |  |  |  |  |  |  |  |  |  |  |  |  |  |  |  |  |  |  |  |  |  |  |  |  |  |  |  |  |  |  |  |  |  |  |  |  |  |  |  |
|                                                                |                                                                |                                                                |                                                                |                                                                            |                                                                            |                                                                            |                                                                            |                                                                            |                                                                            | Frederik Willem van Sleeswijk- Holstein-Sonderburg-Glücksburg (1785-1831) | Frederik Willem van Sleeswijk- Holstein-Sonderburg-Glücksburg (1785-1831) | Frederik Willem van Sleeswijk- Holstein-Sonderburg-Glücksburg (1785-1831) | Frederik Willem van Sleeswijk- Holstein-Sonderburg-Glücksburg (1785-1831) | Frederik Willem van Sleeswijk- Holstein-Sonderburg-Glücksburg (1785-1831) | Frederik Willem van Sleeswijk- Holstein-Sonderburg-Glücksburg (1785-1831) |                                                                |                                                                |                                                                |                                                                |                                                                |                                                                |                                                 |                                                 |                                                                      |                                                                      |                                                                      |                                                                      |                                                                      |                                                                      |                                           |                                           |                                                                 |                                                                 |                                                                 |                                                                 |                                                                 |                                                                 | Louise Caroline van Hesse-Kassel (1789-1867) | Louise Caroline van Hesse-Kassel (1789-1867) | Louise Caroline van Hesse-Kassel (1789-1867) | Louise Caroline van Hesse-Kassel (1789-1867) | Louise Caroline van Hesse-Kassel (1789-1867) | Louise Caroline van Hesse-Kassel (1789-1867) |                                          |                                          |                                       |                                       |                                   |                                   |                                 |                                 |                                 |                                 |  |  |  |  |  |  |  |  |  |  |  |  |  |  |  |  |  |  |  |  |  |  |  |  |  |  |  |  |  |  |  |  |  |  |  |  |  |  |  |  |  |  |  |  |  |  |  |  |
|                                                                |                                                                |                                                                |                                                                |                                                                            |                                                                            |                                                                            |                                                                            |                                                                            |                                                                            |                                                                           |                                                                           |                                                                           |                                                                           |                                                                           |                                                                           |                                                                |                                                                |                                                                |                                                                |                                                                |                                                                |                                                 |                                                 |                                                                      |                                                                      |                                                                      |                                                                      |                                                                      |                                                                      |                                           |                                           |                                                                 |                                                                 |                                                                 |                                                                 |                                                                 |                                                                 |                                              |                                              |                                              |                                              |                                              |                                              |                                          |                                          |                                       |                                       |                                   |                                   |                                 |                                 |                                 |                                 |  |  |  |  |  |  |  |  |  |  |  |  |  |  |  |  |  |  |  |  |  |  |  |  |  |  |  |  |  |  |  |  |  |  |  |  |  |  |  |  |  |  |  |  |  |  |  |  |
|                                                                |                                                                |                                                                |                                                                |                                                                            |                                                                            |                                                                            |                                                                            |                                                                            |                                                                            |                                                                           |                                                                           |                                                                           |                                                                           |                                                                           |                                                                           |                                                                |                                                                |                                                                |                                                                |                                                                |                                                                |                                                 |                                                 |                                                                      |                                                                      |                                                                      |                                                                      |                                                                      |                                                                      |                                           |                                           |                                                                 |                                                                 |                                                                 |                                                                 |                                                                 |                                                                 |                                              |                                              |                                              |                                              |                                              |                                              |                                          |                                          |                                       |                                       |                                   |                                   |                                 |                                 |                                 |                                 |  |  |  |  |  |  |  |  |  |  |  |  |  |  |  |  |  |  |  |  |  |  |  |  |  |  |  |  |  |  |  |  |  |  |  |  |  |  |  |  |  |  |  |  |  |  |  |  |
| Louise Maria Frederica (1810-1869)                             | Louise Maria Frederica (1810-1869)                             | Louise Maria Frederica (1810-1869)                             | Louise Maria Frederica (1810-1869)                             | Louise Maria Frederica (1810-1869)                                         | Louise Maria Frederica (1810-1869)                                         |                                                                            |                                                                            | Frederica van Sleeswijk- Holstein-Sonderburg-Glücksburg (1811-1902)        | Frederica van Sleeswijk- Holstein-Sonderburg-Glücksburg (1811-1902)        | Frederica van Sleeswijk- Holstein-Sonderburg-Glücksburg (1811-1902)       | Frederica van Sleeswijk- Holstein-Sonderburg-Glücksburg (1811-1902)       | Frederica van Sleeswijk- Holstein-Sonderburg-Glücksburg (1811-1902)       | Frederica van Sleeswijk- Holstein-Sonderburg-Glücksburg (1811-1902)       |                                                                           |                                                                           | Karel van Sleeswijk-Holstein-Sonderburg-Glücksburg (1813-1878) | Karel van Sleeswijk-Holstein-Sonderburg-Glücksburg (1813-1878) | Karel van Sleeswijk-Holstein-Sonderburg-Glücksburg (1813-1878) | Karel van Sleeswijk-Holstein-Sonderburg-Glücksburg (1813-1878) | Karel van Sleeswijk-Holstein-Sonderburg-Glücksburg (1813-1878) | Karel van Sleeswijk-Holstein-Sonderburg-Glücksburg (1813-1878) |                                                 |                                                 | Frederik II van Sleeswijk-Holstein-Sonderburg-Glücksburg (1814-1885) | Frederik II van Sleeswijk-Holstein-Sonderburg-Glücksburg (1814-1885) | Frederik II van Sleeswijk-Holstein-Sonderburg-Glücksburg (1814-1885) | Frederik II van Sleeswijk-Holstein-Sonderburg-Glücksburg (1814-1885) | Frederik II van Sleeswijk-Holstein-Sonderburg-Glücksburg (1814-1885) | Frederik II van Sleeswijk-Holstein-Sonderburg-Glücksburg (1814-1885) |                                           |                                           | Willem van Sleeswijk-Holstein-Sonderburg-Glücksburg (1816-1893) | Willem van Sleeswijk-Holstein-Sonderburg-Glücksburg (1816-1893) | Willem van Sleeswijk-Holstein-Sonderburg-Glücksburg (1816-1893) | Willem van Sleeswijk-Holstein-Sonderburg-Glücksburg (1816-1893) | Willem van Sleeswijk-Holstein-Sonderburg-Glücksburg (1816-1893) | Willem van Sleeswijk-Holstein-Sonderburg-Glücksburg (1816-1893) |                                              |                                              | Christiaan IX van Denemarken (1818-1906)     | Christiaan IX van Denemarken (1818-1906)     | Christiaan IX van Denemarken (1818-1906)     | Christiaan IX van Denemarken (1818-1906)     | Christiaan IX van Denemarken (1818-1906) | Christiaan IX van Denemarken (1818-1906) |                                       |                                       | 1 zuster en 3 broers              | 1 zuster en 3 broers              | 1 zuster en 3 broers            | 1 zuster en 3 broers            | 1 zuster en 3 broers            | 1 zuster en 3 broers            |  |  |  |  |  |  |  |  |  |  |  |  |  |  |  |  |  |  |  |  |  |  |  |  |  |  |  |  |  |  |  |  |  |  |  |  |  |  |  |  |  |  |  |  |  |  |  |  |